# Lijst van burgemeesters van Montferland
Dit is een lijst van burgemeesters van de Nederlandse gemeente Montferland in de provincie Gelderland sinds de vorming in 2005.
| Ambtsperiode | Naam burgemeester             | Partij of stroming | Bijzonderheden |
| ------------ | ----------------------------- | ------------------ | -------------- |
| 2005         | Paul (P.J.J.M.) Peters        | CDA                | waarnemend     |
| 2005 - 2016  | Ina (C.C.) Leppink-Schuitema  | VVD                |                |
| 2017 - 2022  | Peter (P.) de Baat            | VVD                |                |
| 2021 - 2025  | Harry (H.H.) de Vries         | CDA                | waarnemend     |
| 2025 - heden | Anne-Marie (A.C.V.) Fellinger |                    |                |